# Port Vell
Port Vell (z katalońskiego Stary Port) - główny port handlowy Barcelony, przeprojektowany na centrum rekreacyjno-handlowe przed olimpiadą w 1992 r. Obecnie stanowi on wielkie centrum rozrywkowo-handlowe z przystanią jachtową. Położone na wodzie centrum dostępne jest przez ulicę Moll d'Espanya lub ruchomy pomost Rambla del Mar, zaś największą atrakcją jest L'Aquàrium, Maremágnum - kompleks sklepów, barów, restaruracji oraz kino IMAX. Położone tu L'Aquàrium to największe w Europie oceanarium, które posiada ponad 11 tys. okazów należących do 450 gatunków ukazujących bogactwo Morza Śródziemnego, Karaibskiego, Czerwonego czy Rafy Koralowej. Przy nabrzeżach Port Vell przycumowany jest żaglowiec Santa Eulàlia, należący do Muzeum Morskiego, któremu przywrócono dawną świetność z początku XX wieku, kiedy to woził towary do obu Ameryk. Na początku słynnego deptaka La Rambla znajduje się Pomnik Kolumba, od którego zaczyna się cały obszar Portu Vell aż do Barcelonety. 

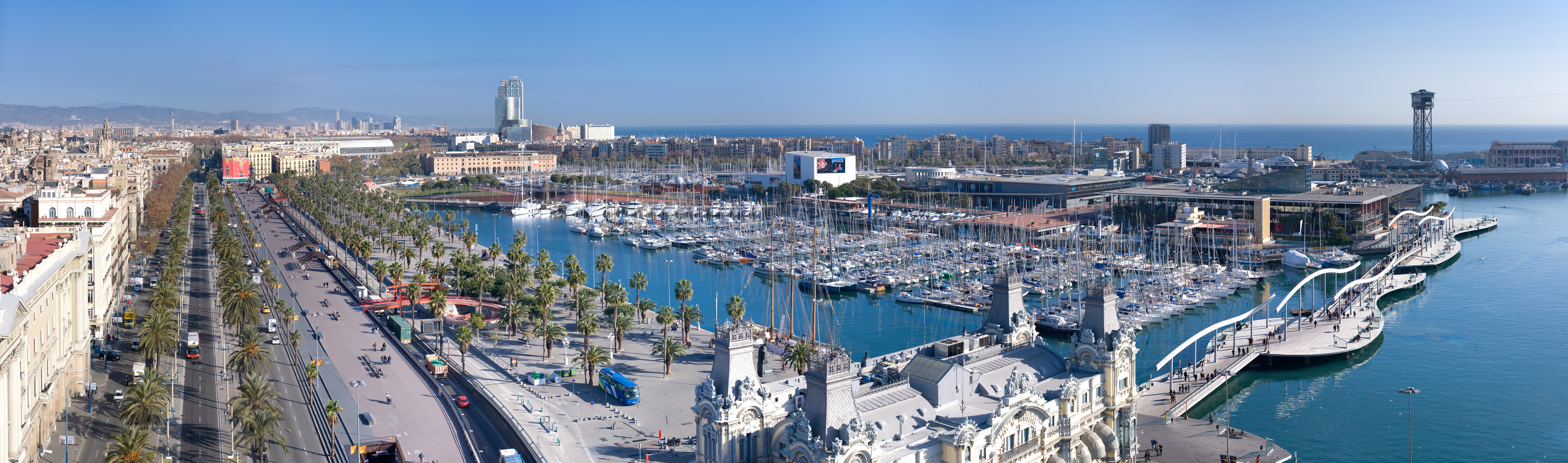
Panorama Portu Vell